# Sint-Bernarduskerk (Sluis)

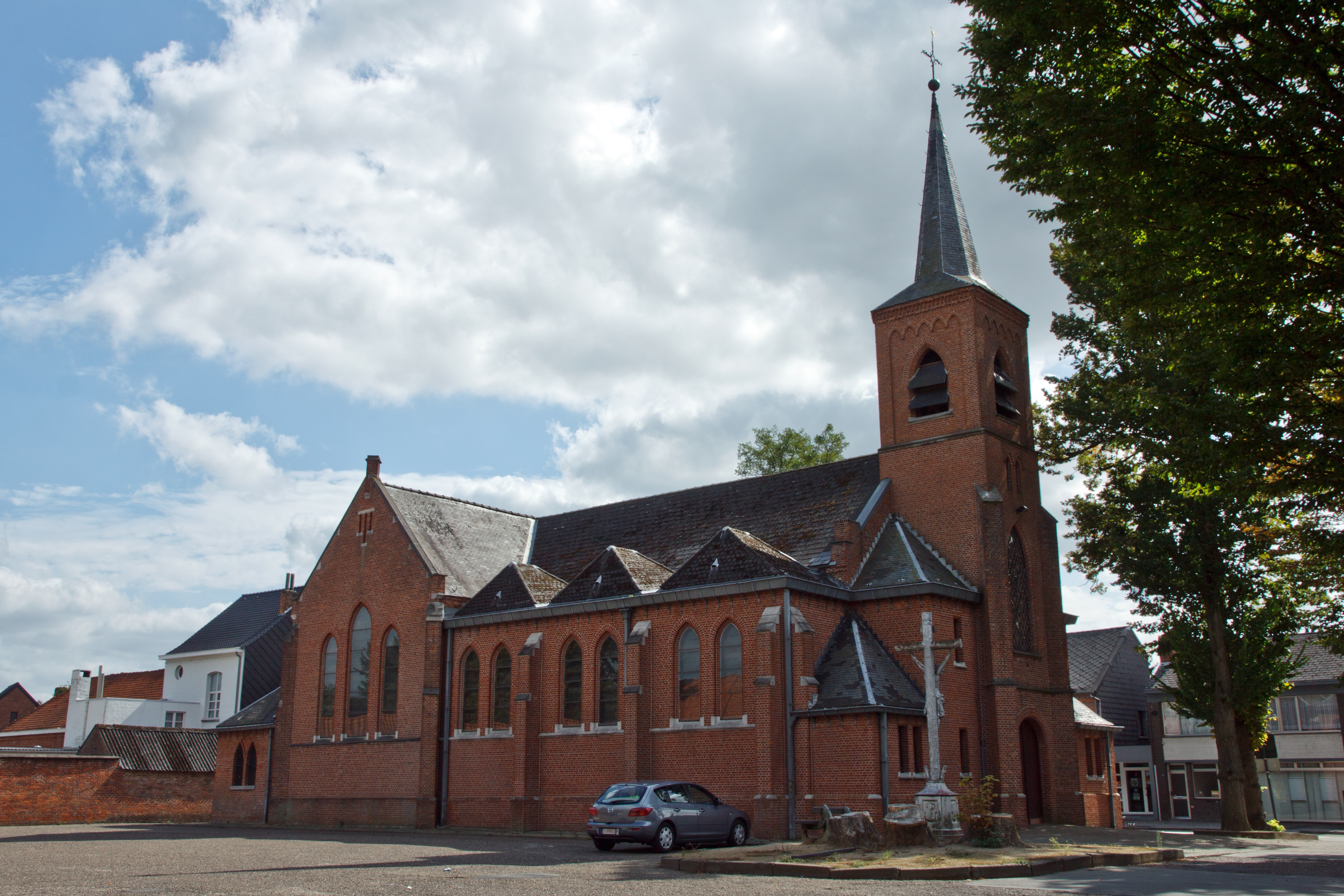
Sint-Bernarduskerk

De Sint-Bernarduskerk is de parochiekerk van de tot de Antwerpse gemeente Mol behorende plaats Sluis, gelegen aan Sluis 155A.

## Geschiedenis
In 1619 werd voor het eerst schriftelijk melding gemaakt van een stenen kapel die door de bewoners was gebouwd. Deze werd in 1768-1770 vanwege de bevolkingstoename vergroot.
In 1848 werd Sluis een kapelanie en in 1863 werd een nieuwe kerk in gebruik genomen naar ontwerp van Johan van Gastel, terwijl de oude kapel werd gesloopt. In 1889 werd de kerk verheven tot parochiekerk. In 1929 werd de kerk nogmaals vergroot naar ontwerp van Jules Taeymans. Daarbij werden zijbeuken en een doopkapel aangebracht.

## Gebouw
Het betreft een bakstenen georiënteerde driebeukige kruiskerk met ingebouwde westtoren. De zijbeuken werden als dwarse kapellen gebouwd. Het koor heeft een driezijdige afsluiting.
Het interieur is sober. Het kerkmeubilair is hoofdzakelijk 19e-eeuws. De glas-in-loodramen zijn van 1930.